# أسفل صربان

تعديل مصدري - تعديل

اسفل صربان هي إحدى قرى عزلة سرار بمديرية سرار التابعة لمحافظة أبين، بلغ تعداد سكانها 167 نسمة حسب تعداد اليمن لعام 2004.